# コンスタンティン・ハンセン

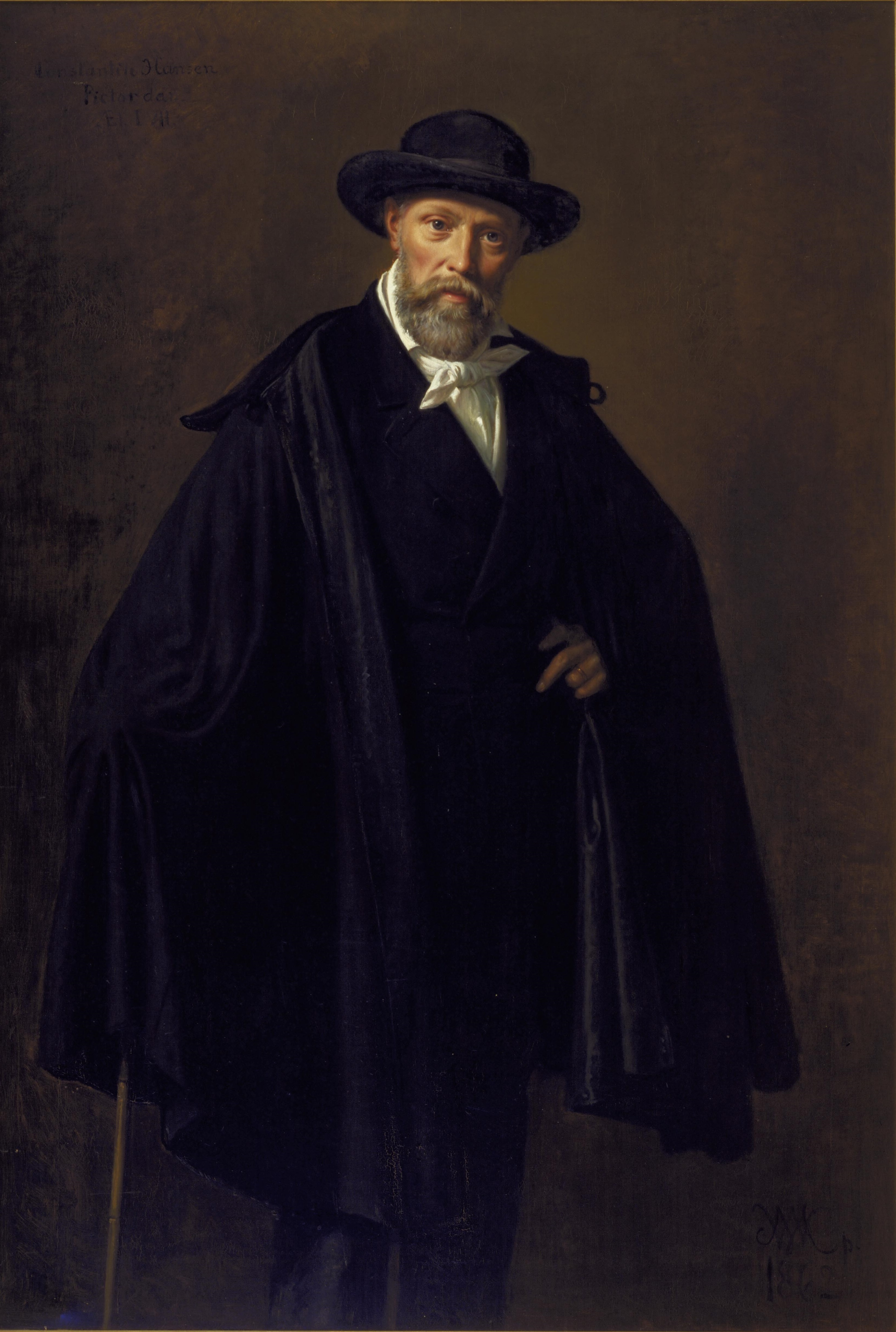
コンスタンティン・ハンセン
(画)ヴィルヘルム・マーストラン

コンスタンティン・ハンセン（Carl Christian Constantin Hansen、1804年11月3日 - 1880年3月29日）は、デンマークの画家である。「デンマーク黄金時代」の芸術家の一人である。

## 略歴
人気のある肖像画家、ハンス・ハンセンの息子としてローマで生まれた。すぐに、父親の活動拠点の一つであったウィーンに家族で移り、父親が家族の肖像画を描いたモーツァルトの未亡人、コンスタンツェ・モーツァルトがコンスタンティンの名付け親になった。12歳からデンマーク王立美術院で建築を学ぶが21歳になった時、絵画に転じ、1824年からクリストファー・エカスベアの指導を受けた。この頃両親があいついで、チフスで亡くなり、妹を養わなければならなくなり、父親に依頼されていたいくつかの仕事を、引き継いで行った。
1835年に数年間の外国留学資金を与えられ、ベルリン、ドレスデン、プラハ、ニュルンベルク、ミュンヘンなどを経て、イタリアを訪れた。ローマを拠点にナポリやポンペイも訪れた。イタリアではローマに滞在していたデンマーク人芸術家たち、彫刻家のベルテル・トルバルセン、画家のヤアアン・ローズ、クリステン・ケプケ、ゲオルク・ヒルカーたちとイタリア各地を旅して作品を描いた。
8年間のイタリア滞在の後、帰路ミュンヘンで、フレスコ画の技法を学んで、デンマークに帰国した。デンマークでは1844年から1853年の期間をかけて。コペンハーゲン大学の施設に壁画をヒルガーと描いた。ヒルガーが装飾を描き、ハンセンは神話の人物を描いた。
1846年に結婚し、1854年に王立美術院の教授に任命された。1864年に王立美術院の会員になった。娘のElise Konstantin-Hansen, (1858–1946)は画家として有名になり、もう一人の娘、Kristiane Konstantin-Hansen (1848–1925)はタペストリーの作家となった
。

## 作品
- 「ローマのデンマーカ人芸術家たち」(1837)
- デンマーク憲法制定議会
- ローマの寺院

- ナポリの劇の朗読者
- 画家の娘
- 果物籠を持つ少女